# Várady Béla (labdarúgó)
Várady Béla, Váradi (Gömörszőlős, 1953. április 12. – Budapest, 2014. január 23.) magyar labdarúgó, csatár, balszélső, edző. A Vasas válogatott labdarúgója. 1977-ben az európai  Ezüstcipő nyertese.

## Pályafutása

### Klubcsapatban
Pályafutását Putnokon kezdte, majd Ózdon folytatta. 1971-től a Vasas SC csatára volt.
1983-tól két idényen át a francia FC Toursban játszott. Ezt követően rövid időre visszatért a magyar bajnokságba, majd alsóbb osztályú csapatoknál fejezte be pályafutását.
Híres volt hatalmas erejű lövéseiről. Egy alkalommal egy csepeli bajnokin az első félidő legvégén csapattársai jelezték, rúgja jó messzire ki a labdát, hogy mire visszakerül, vége legyen a félidőnek. Közel a félpályáról hatalmas bombalövése után kettős kapufáról pattant a kapuba a labda. A Vasas szurkolói rigmust is faragtak: "Béla, Béla, Béluska, úgy lő mint a géppuska…"

### A válogatottban
1972-82 között 36 mérkőzésen 13 gólt szerzett.
Az 1972-es müncheni olimpián az ezüstérmes csapat tagja.
Az 1978-as argentínai világbajnokság tagja, de sérülése miatt egyetlenegy mérkőzésen sem szerepelt.

## Sikerei, díjai
- Magyar bajnokság
  - bajnok: 1976-77
  - gólkirály: 1976-77 (36 gól)
  - Ezüstcipő: 1976-77
- Magyar Népköztársasági Kupa (MNK)
  - győztes: 1973, 1981
- Olimpiai játékok
  - ezüstérmes: 1972, München
- A Vasas Örökös Bajnoka (2011)

## Emlékezete
- A Putnok VSE Sportközpontját róla nevezték el, a neve: Várady Béla Sportközpont. (2012. augusztus 25.)
- A Vasas SC visszavonultatta Várady 11-es számú mezét. (2014)[5]

## Statisztika

### Mérkőzései a válogatottban
| Magyarország | Magyarország         | Magyarország                            | Magyarország  | Magyarország | Magyarország  | Magyarország        | Magyarország | Magyarország       |
| #            | Dátum                | Helyszín                                | Hazai         | Eredmény     | Vendég        | Kiírás              | Gólok        | Esemény            |
| ------------ | -------------------- | --------------------------------------- | ------------- | ------------ | ------------- | ------------------- | ------------ | ------------------ |
| 1.           | 1972. augusztus 27.  | Nürnberg, Frankenstadion (FRG)          | Magyarország  | 5 – 0        | Irán          | olimpiai csoportkör | 1            | 50'                |
|              | 1972. augusztus 29.  | München, Olimpiai Stadion (FRG)         | Magyarország  | 2 – 2        | Brazília      | olimpiai csoportkör | -            |                    |
| 2.           | 1972. augusztus 31.  | Augsburg, Rosenaustadion (FRG)          | Dánia         | 0 – 2        | Magyarország  | olimpiai csoportkör | -            |                    |
| 3.           | 1972. szeptember 3.  | Passau, Drei-Flüsse Stadion (FRG)       | Magyarország  | 2 – 0        | NDK           | olimpiai középdöntő | -            | 60'                |
|              | 1972. szeptember 8.  | Regensburg (FRG)                        | Magyarország  | 2 – 0        | Mexikó        | olimpiai középdöntő | -            | 73'                |
| 4.           | 1972. szeptember 10. | München, Olimpia Stadion (FRG)          | Lengyelország | 2 – 1        | Magyarország  | olimpiai döntő      | 1            | 42'                |
| 5.           | 1973. április 29.    | Budapest, Népstadion                    | Magyarország  | 2 – 2        | Ausztria      | vb-selejtező        | -            | 46'                |
| 6.           | 1973. május 16.      | Karl-Marx-Stadt, Ernst Thälmann Stadion | NDK           | 2 – 1        | Magyarország  | barátságos          | -            | 65'                |
| 7.           | 1975. augusztus 10.  | Teherán                                 | Irán          | 1 – 2        | Magyarország  | barátságos          | 1            | 28'                |
| 8.           | 1975. szeptember 24. | Budapest, Népstadion                    | Magyarország  | 2 – 1        | Ausztria      | Eb-selejtező        | -            | 46'                |
| 9.           | 1975. október 8.     | Łódź                                    | Lengyelország | 4 – 2        | Magyarország  | barátságos          | -            | 65'                |
| 10.          | 1975. október 15.    | Pozsony, Tehelny pole                   | Csehszlovákia | 1 – 1        | Magyarország  | barátságos          | 1            | 46' 52'            |
| 11.          | 1975. október 19.    | Szombathely, Rohonci úti stadion        | Magyarország  | 8 – 1        | Luxemburg     | Eb-selejtező        | 1            | 84'                |
|              | 1976. február 4.     | Mexikóváros                             | Mexikó        | 4 – 1        | Magyarország  | barátságos          | -            |                    |
|              | 1976. február 9.     | San Salvador                            | Salvador      | 1 – 2        | Magyarország  | barátságos          | -            |                    |
| 12.          | 1976. június 12.     | Budapest, Népstadion                    | Magyarország  | 2 – 0        | Ausztria      | barátságos          | 1            | 66' 75' (11-esből) |
| 13.          | 1976. szeptember 8.  | Stockholm, Råsunda Stadion              | Svédország    | 1 – 1        | Magyarország  | barátságos          | -            |                    |
| 14.          | 1977. február 9.     | Lima                                    | Peru          | 3 – 2        | Magyarország  | barátságos          | -            | 46'                |
| 15.          | 1977. február 22.    | Puebla                                  | Mexikó        | 1 – 1        | Magyarország  | barátságos          | -            | 76'                |
| 16.          | 1977. február 27.    | Buenos Aires, Boca Juniors Stadion      | Argentína     | 5 – 1        | Magyarország  | barátságos          | -            | 46'                |
| 17.          | 1977. március 27.    | Alicante, Estadio José Rico Pérez       | Spanyolország | 1 – 1        | Magyarország  | barátságos          | -            |                    |
| 18.          | 1977. április 13.    | Budapest, Népstadion                    | Magyarország  | 2 – 1        | Lengyelország | barátságos          | -            |                    |
| 19.          | 1977. április 20.    | Budapest, Népstadion                    | Magyarország  | 2 – 0        | Csehszlovákia | barátságos          | 1            | 42'                |
| 20.          | 1977. április 30.    | Budapest, Népstadion                    | Magyarország  | 2 – 1        | Szovjetunió   | vb-selejtező        | -            | 80'                |
| 21.          | 1977. május 18.      | Tbiliszi                                | Szovjetunió   | 2 – 0        | Magyarország  | vb-selejtező        | -            |                    |
| 22.          | 1977. május 28.      | Budapest, Népstadion                    | Magyarország  | 3 – 0        | Görögország   | vb-selejtező        | -            |                    |
| 23.          | 1977. október 5.     | Budapest, Népstadion                    | Magyarország  | 4 – 3        | Jugoszlávia   | barátságos          | 1            | 54' (11-esből)     |
| 24.          | 1977. október 12.    | Budapest, Népstadion                    | Magyarország  | 3 – 0        | Svédország    | barátságos          | 1            | 36' 67'            |
| 25.          | 1977. október 29.    | Budapest, Népstadion                    | Magyarország  | 6 – 0        | Bolívia       | vb-selejtező        | 1            | 27'                |
| 26.          | 1977. november 9.    | Prága, Letná-stadion                    | Csehszlovákia | 1 – 1        | Magyarország  | barátságos          | -            |                    |
| 27.          | 1977. november 30.   | La Paz                                  | Bolívia       | 2 – 3        | Magyarország  | vb-selejtező        | -            | 69'                |
| 28.          | 1978. április 15.    | Budapest, Népstadion                    | Magyarország  | 2 – 1        | Csehszlovákia | barátságos          | -            | 70'                |
| 29.          | 1978. október 11.    | Budapest, Népstadion                    | Magyarország  | 2 – 0        | Szovjetunió   | Eb-selejtező        | 1            | 26'                |
| 30.          | 1978. október 29.    | Szaloniki, Kaftanzogliu-stadion         | Görögország   | 4 – 1        | Magyarország  | Eb-selejtező        | 1            | 90'                |
| 31.          | 1978. november 15.   | Frankfurt, Waldstadion                  | NSZK          | 0 – 0        | Magyarország  | barátságos          | -            |                    |
| 32.          | 1980. március 26.    | Budapest, Népstadion                    | Magyarország  | 2 – 1        | Lengyelország | barátságos          | -            |                    |
| 33.          | 1980. április 30.    | Kassa                                   | Csehszlovákia | 1 – 0        | Magyarország  | barátságos          | -            |                    |
| 34.          | 1982. február 14.    | Christchurch, II. Erzsébet Stadion      | Új-Zéland     | 1 – 2        | Magyarország  | barátságos          | -            | 62'                |
| 35.          | 1982. március 24.    | Budapest, Népstadion                    | Magyarország  | 2 – 3        | Ausztria      | barátságos          | 1            | 59' 61'            |
| 36.          | 1982. április 18.    | Budapest, Népstadion                    | Magyarország  | 1 – 2        | Peru          | barátságos          | -            | 70'                |
|              | Összesen             |                                         |               | 36           | mérkőzés      |                     | 13           | gól                |